# Francisco Antonino Vidal Silva
Francisco Antonino Vidal Silva (San Carlos, 14 de mayo de 1825 - Montevideo, 7 de febrero de 1889) fue un político y médico uruguayo. Ejerció como presidente de Uruguay en dos mandatos no consecutivos: de 1880 a 1882 y en 1886.

## Biografía

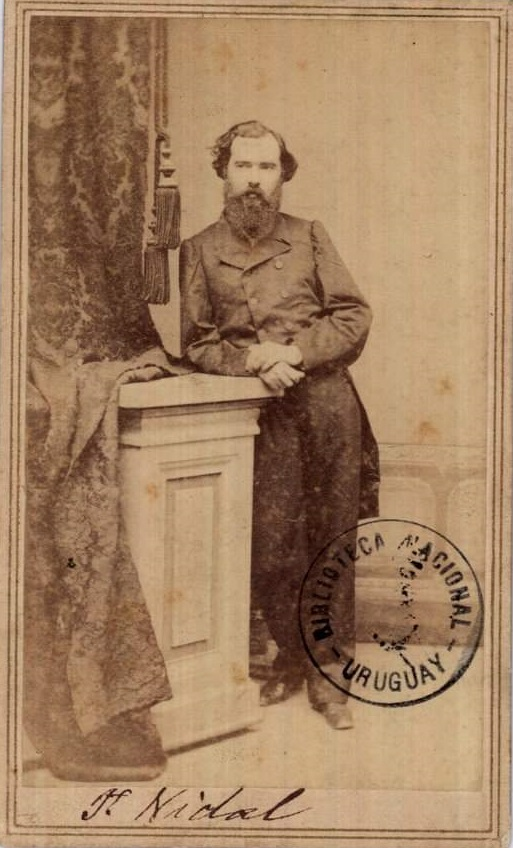

Fue hijo de Joaquina Silva Fernández y Francisco Antonino Vidal Gosende, político relevante en los primeros años de vida constitucional del país.
A los 17 años viajó a París donde se graduó de médico, con una tesis sobre el mal de Pott.
Fue ministro de Gobierno de Venancio Flores en 1865. Durante la Guerra de la Triple Alianza contra Paraguay, Flores lo invistió de poderes dictatoriales. Luego fue diputado en la 10.º Legislatura, y senador en varias ocasiones. Volvió interinamente a desempeñar la Jefatura del Estado en 1870 en reemplazo de Lorenzo Batlle, y dos veces en lugar de Lorenzo Latorre.
Tras la renuncia de Latorre, Vidal fue elegido Presidente de la República en 1880 por la Asamblea General, para el período que concluía el 1 de marzo de 1883 pero renunció en 1882, a pesar de faltar un año para terminar el período constitucional. La propia Asamblea eligió al general Máximo Santos para un período de cuatro años. 

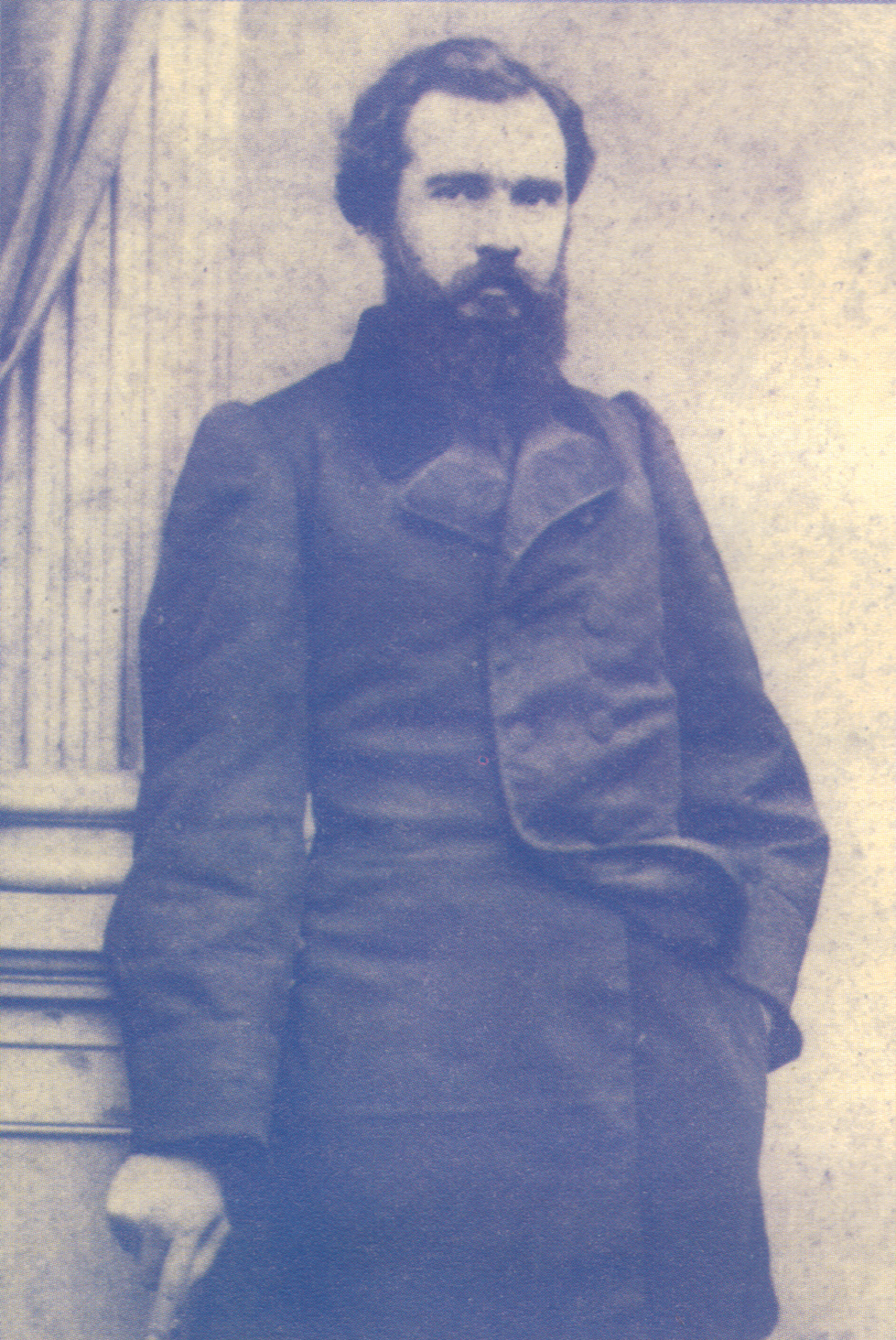
Foto digitalizada del libro "Historia de el Uruguay" de diario "El Observador".

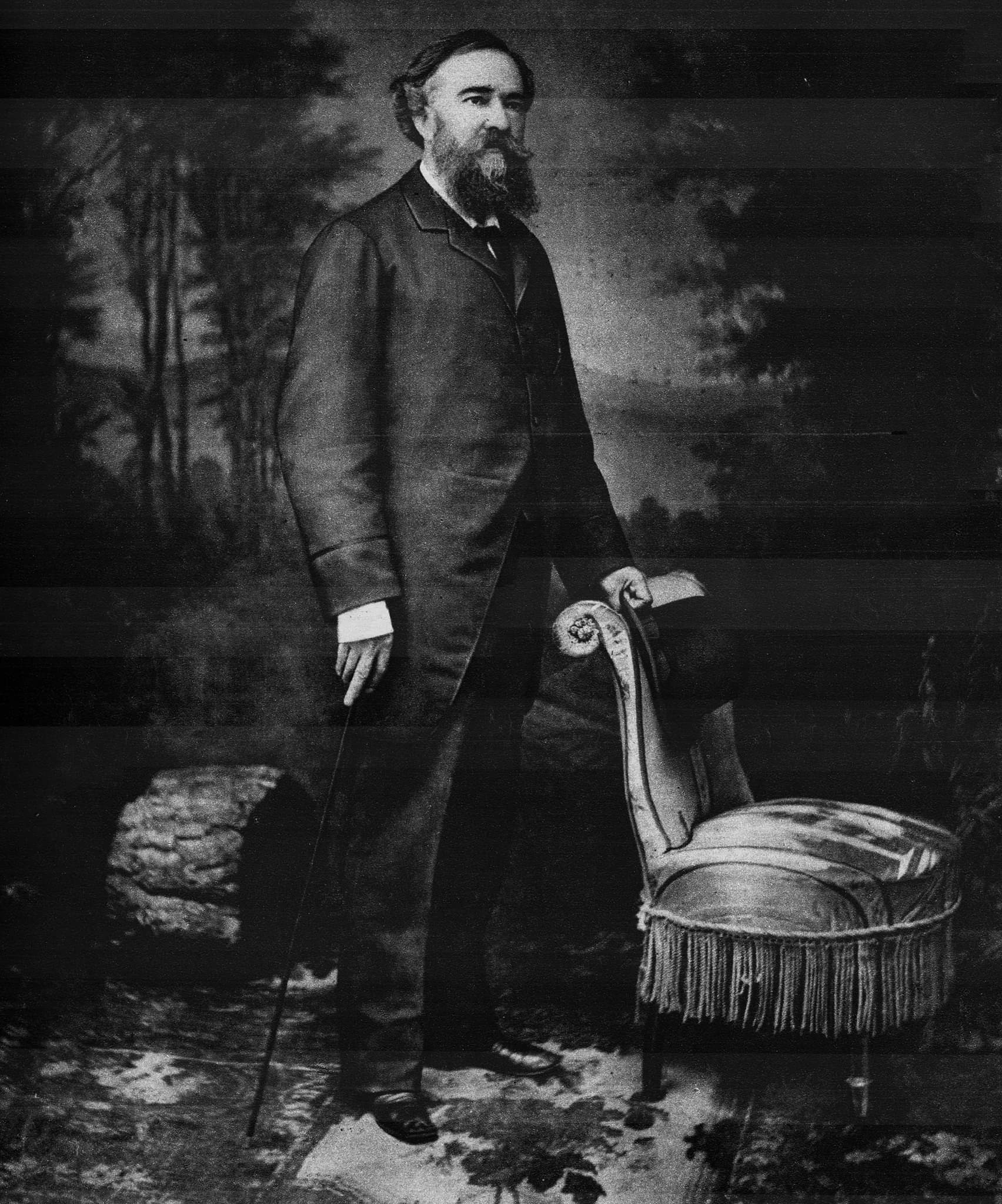

El 1 de marzo de 1886 asumió nuevamente la Presidencia Constitucional de la República para un nuevo período de cuatro años pero renunció nuevamente en mayo de ese año, para darle lugar al presidente del Senado y general en jefe de los ejércitos de la República, general Máximo Santos. Finalizó su carrera como diputado por Paysandú.

### Gabinete de gobierno[5]
| Ministerio            | Nombre                    | Período     |
| --------------------- | ------------------------- | ----------- |
| Gobierno              | Eduardo MacEachen         | 1880 - 1881 |
| Gobierno              | Mateo Magariños Cervantes | 1881        |
| Gobierno              | Eduardo MacEachen         | 1881 - 1882 |
| Relaciones Exteriores | Joaquín Requena y García  | 1880 - 1881 |
| Relaciones Exteriores | José Vázquez Sagastume    | 1881 - 1882 |
| Hacienda              | Juan Peñalva              | 1880        |
| Hacienda              | Juan Lindolfo Cuestas     | 1880 - 1882 |
| Guerra y Marina       | Máximo Santos             | 1880 - 1882 |